# Petrochelidon ariel
Petrochelidon ariel là một loài chim trong họ Hirundinidae.